# Романов, Виталий Иосифович
Вита́лий Ио́сифович Рома́нов (15 мая 1931, Горномарийский район, Марийская АССР — 27 ноября 1995, Йошкар-Ола) — советский хозяйственный, государственный и политический деятель.

## Биография
Родился в 1931 году в селе Верхние Шелаболки. Член КПСС с 1958 года.
С 1946 года — на хозяйственной, общественной и политической работе. В 1969 году заочно окончил Чувашский сельскохозяйственный институт. В 1946—1990 годах — кузнец в Чикминском сельскохозяйственном техникуме, в колхозе «Аврора», в РККА, первый секретарь Горномарийского райкома ВЛКСМ (1957—1959), председатель колхозов «Автора» и «Дружба» (1959—1968), начальник управления сельскохозяйственного производства Горномарийского района (1968—1970), первый секретарь Горномарийского райкома КПСС (1970—1979), председатель Президиума Верховного Совета Марийской АССР (1979—1990).
Избирался депутатом Верховного Совета РСФСР 10-го и 11-го созывов. Депутат Верховного Совета Марийской АССР 6 созывов (1963—1990).
В 1979 году инициировал строительство Козьмодемьянского этнографического музея под открытым небом, который был построен в 1983 году.
Умер в 1995 году в Йошкар-Оле.

## Память
- С 2001 года его имя носит Этнографический музей под открытым небом в Козьмодемьянске.
- Памятные доски: г. Йошкар-Ола, ул. Первомайская, 166; г. Козьмодемьянск, ул. Юбилейная, 11.

## Звания и награды
- Орден Ленина (1973)
- Орден Трудового Красного Знамени (дважды)
- Орден Дружбы народов (1981)
- Орден «Знак Почёта»
- Серебряная медаль ВДНХ (1970)
- Почётная грамота Президиума Верховного Совета Марийской АССР (1981)
- Почётный гражданин Козьмодемьянска (1983).